# Wölkau (Schönwölkau)

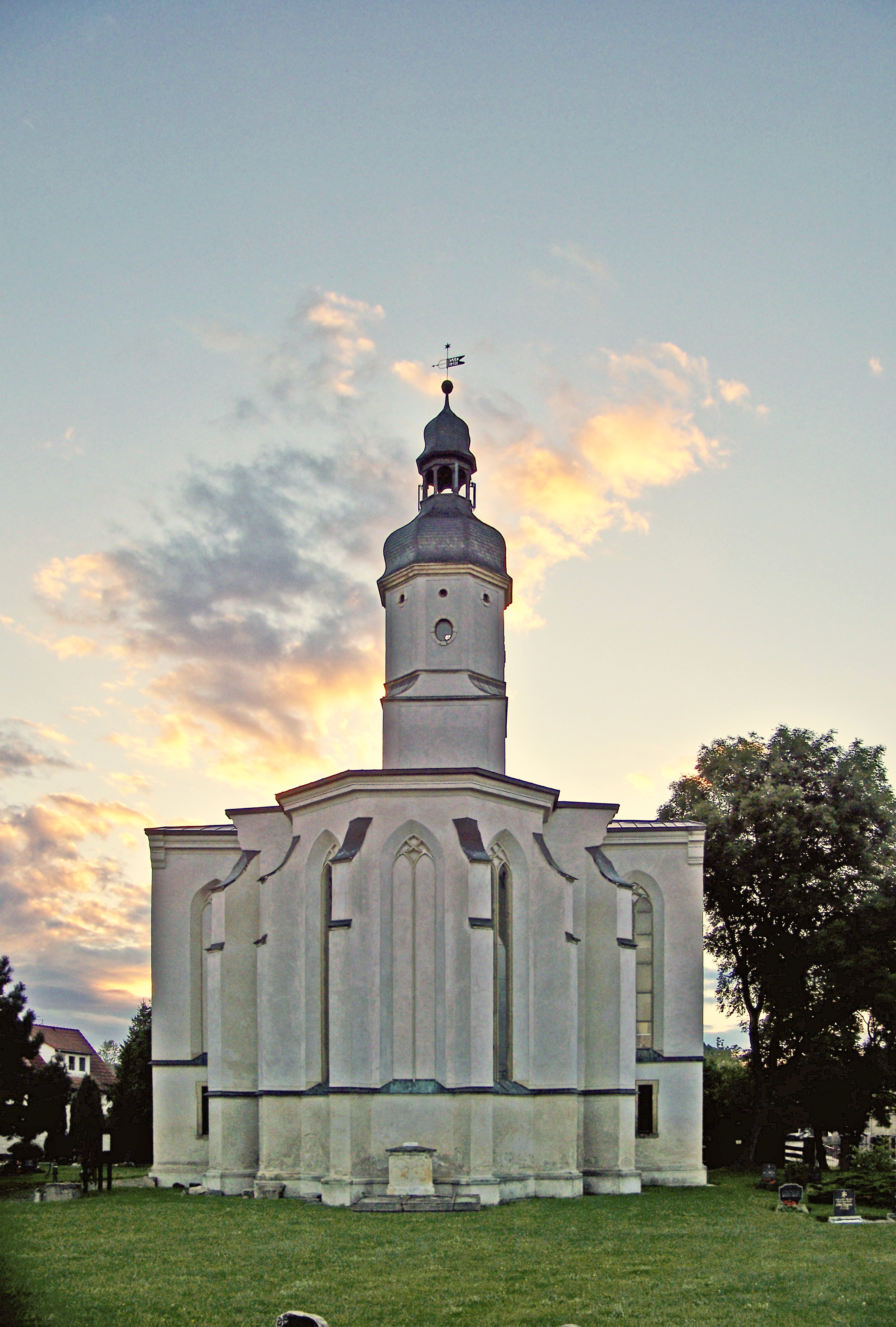
Ruine der Patronatskirche in Klein-Wölkau

Wölkau ist ein Ortsteil der Gemeinde Schönwölkau im Landkreis Nordsachsen in Sachsen und Hauptort der Gemeinde. Die Ortschaft Wölkau besteht aus den Orten Boyda, Göritz und Wölkau (früher Groß- und Kleinwölkau).

## Geografie
Wölkau liegt zwischen den Städten Eilenburg und Delitzsch. Durch den Ort führen keine klassifizierten Straßen, jedoch gibt es Ortsverbindungen nach Lindenhayn, Göritz, Krippehna, Boyda, Krensitz und zur Bundesstraße 2. Durch den Ort fließt die Leine. Südlich führt die Bahnstrecke Halle–Eilenburg am Ort vorbei. Der nächste Bahnhof ist Krensitz. Der Ortsteil Wölkau gliedert sich in die Siedlungsbereiche Kleinwölkau, Großwölkau, Göritz und Boyda.

## Geschichte
Wölkau wurde 1222 als Wilcowe erstmals urkundlich erwähnt.
Groß-Wölkau, Klein-Wölkau und Boyda gehörten bis 1815 zum kursächsischen bzw. königlich-sächsischen Amt Eilenburg. Durch die Beschlüsse des Wiener Kongresses kamen sie zu Preußen und wurden 1816 dem Kreis Delitzsch im Regierungsbezirk Merseburg der Provinz Sachsen zugeteilt.
Am 20. Juli 1950 schlossen sich die Gemeinden Klein-Wölkau, Groß-Wölkau und Boyda zur Gemeinde Wölkau zusammen. Am 1. Januar 1995 schloss sich Wölkau mit vier weiteren Gemeinden zur Gemeinde Schönwölkau zusammen. Der Ortsteil Göritz wurde 1999 aus der Gemeinde Krippehna ausgegliedert und ist seitdem Teil des Ortsteils Wölkau.

### Einwohnerentwicklung
| Jahr | Großwölkau | Kleinwölkau | Boyda |
| 1818 | 120        | 304         | 117   |
| 1880 | 189        | 195         | 133   |
| 1895 | 180        | 218         | 150   |
| 1910 | 137        | 444         | 139   |
| 1925 | 161        | 434         | 132   |
| 1939 | 192        | 428         | 139   |
| 1946 | 300        | 674         | 229   |
|      | Wölkau     |             |       |
| 1950 | 1.104      | 1.104       | 1.104 |
| 1964 | 823        | 823         | 823   |
| 1990 | 517        | 517         | 517   |

## Sehenswürdigkeiten
Kirche in Großwölkau

Die Gellertkirche in Großwölkau stammt aus dem 12. Jahrhundert. Hier hatten die Superintendenten des Kirchenkreises Eilenburg über Jahrzehnte ihren Sitz, da es hier das meiste Pfarrland und somit das beste Gehalt gab. Der Dichter Christian Fürchtegott Gellert hielt sich einige Male im Pfarrgarten Großwölkau auf. Er war häufiger Gast auf Schloss Schönwölkau.
Kirche in Kleinwölkau

Die heutige Ruine der Patronatskirche in Kleinwölkau stammt aus den Jahren 1680 bis 1688. Sie wurde von der Familie Vitzthum von Eckstädt unter dem Baumeister Georg Steinböck aus Dresden erbaut. Sanierungen erfolgten 1705, 1775, 1836, 1844 und 1905. 1969 stürzte das Gewölbe ein und machte die Kirche unbenutzbar, eine Sanierung blieb zu DDR-Zeiten aus. 1994 wurde der Kirchturm, finanziert durch private Spenden, renoviert.
Schloss Wölkau
An der Stelle des heutigen Schlosses in Kleinwölkau befand sich früher das Rittergut. Dieses wurde 1659 von Christoph Vitzthum von Eckstädt erworben, der dort ein Herrenhaus erbauen ließ. Das Schloss hat einen quadratischen Grundriss mit einem dreigeschossigen Mittelbau und kleineren Seitenflügeln, weiterhin gibt es eine Orangerie. Zu DDR-Zeiten gab es verschiedene Nutzungen, so war das Gelände unter anderem Teil des VEG Wölkau, in dem Saatgut produziert wurde, im Ost- und Westflügel lebten Arbeiter des VEG in den Bedienstetenwohnungen. Der Mitteltrakt wurde hingegen als Kulturhaus genutzt. Mittlerweile ist das Schloss in Privatbesitz und verfällt.
Südlich des Schlosses schließt sich ein 15 Hektar großer Schlosspark an, außerdem gibt es zwei Teiche.
Apotheke mit Einrichtung aus der Zeit um 1900

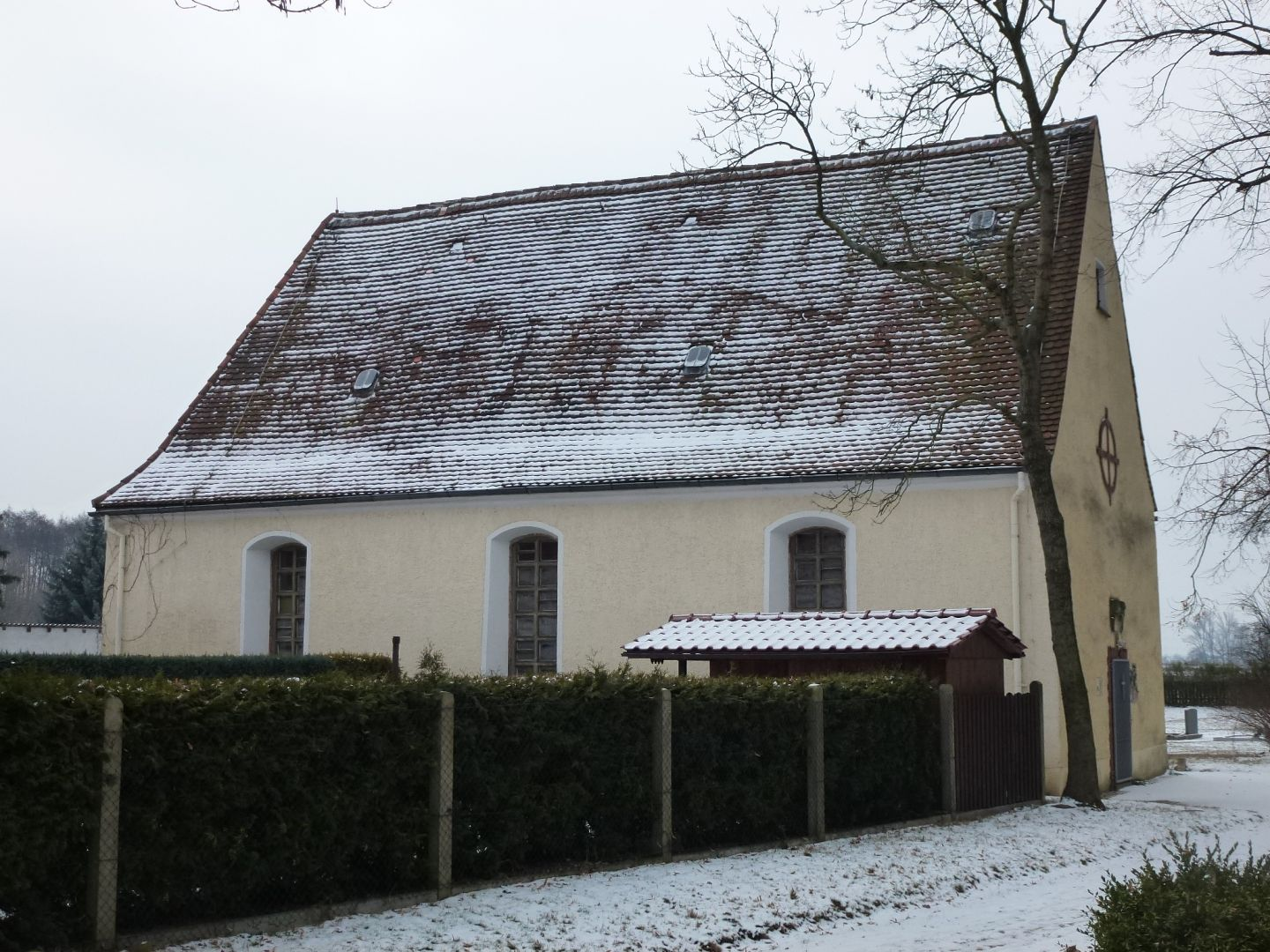
Gellertkirche in Großwölkau
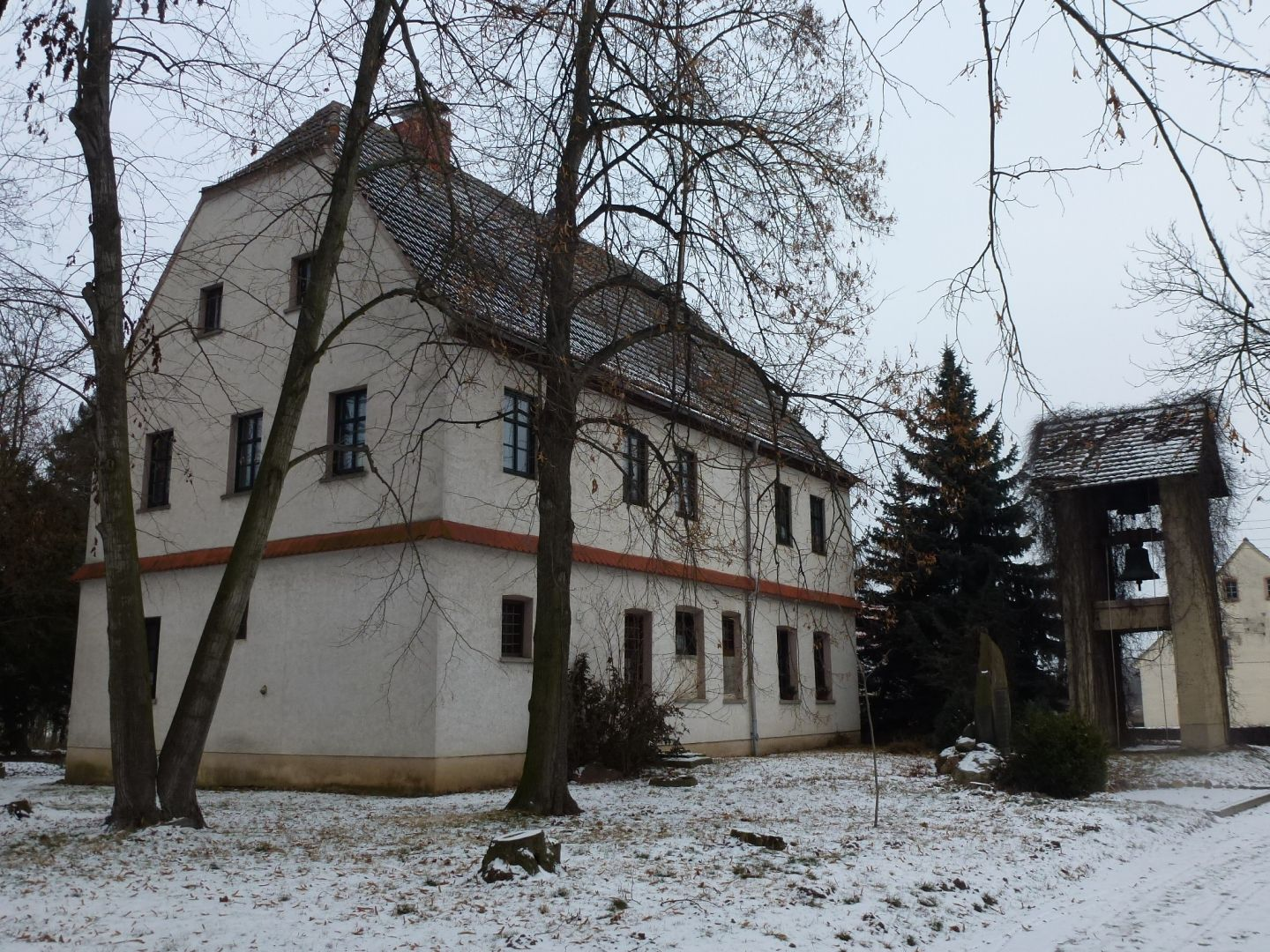
Glockenturm in Großwölkau
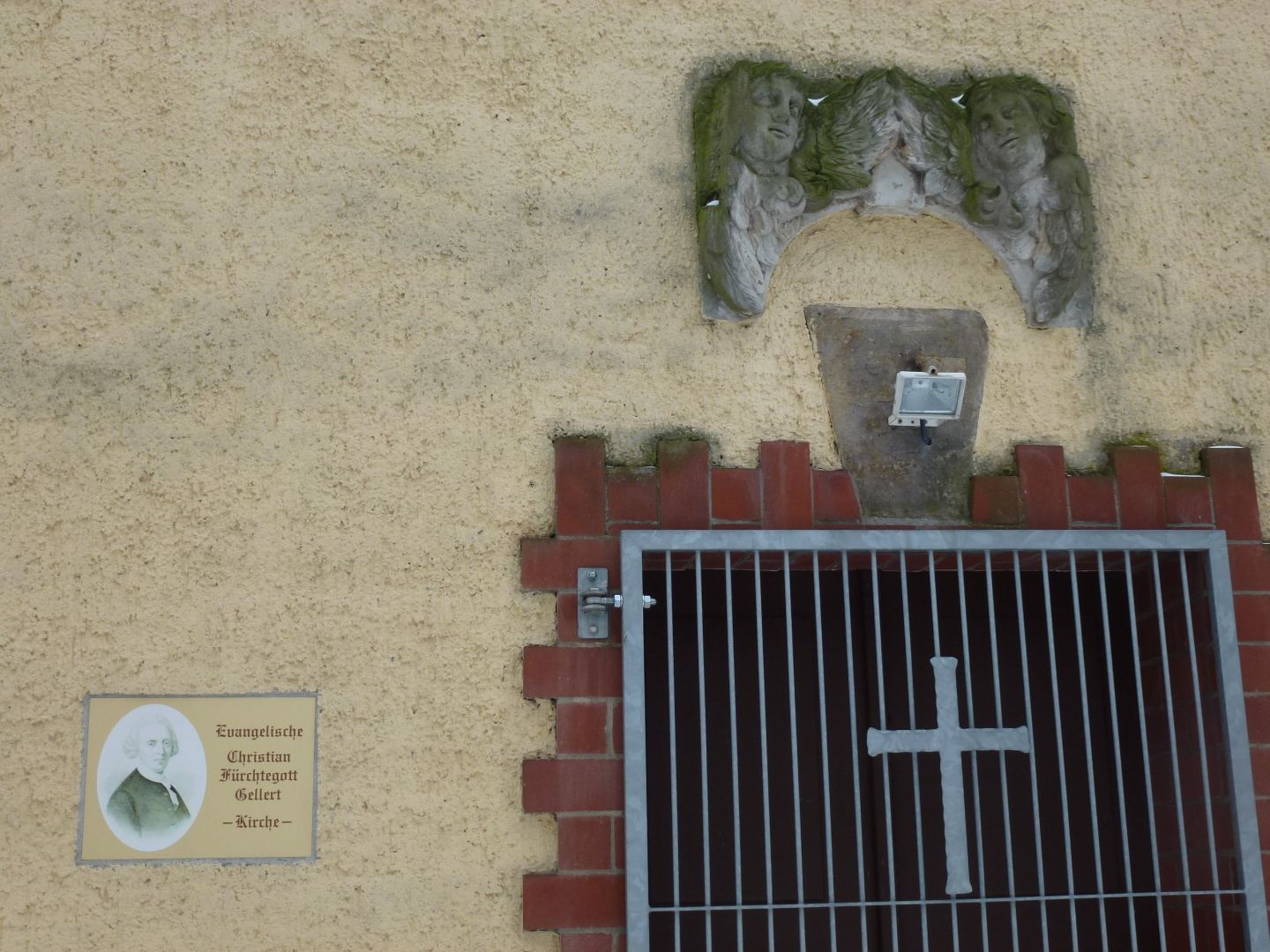
Eingang der Gellertkirche in Großwölkau
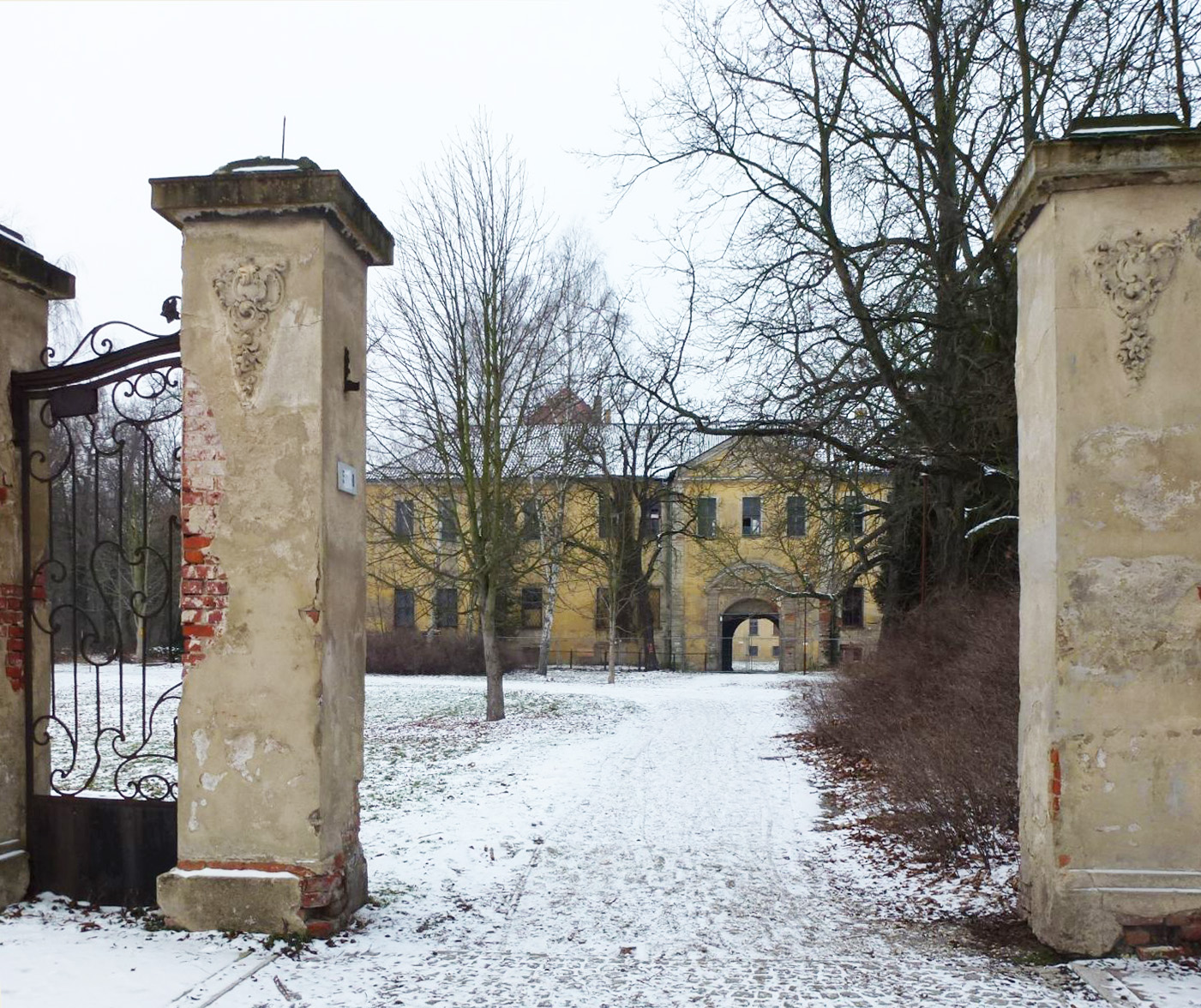
Schloss von der Straßenseite
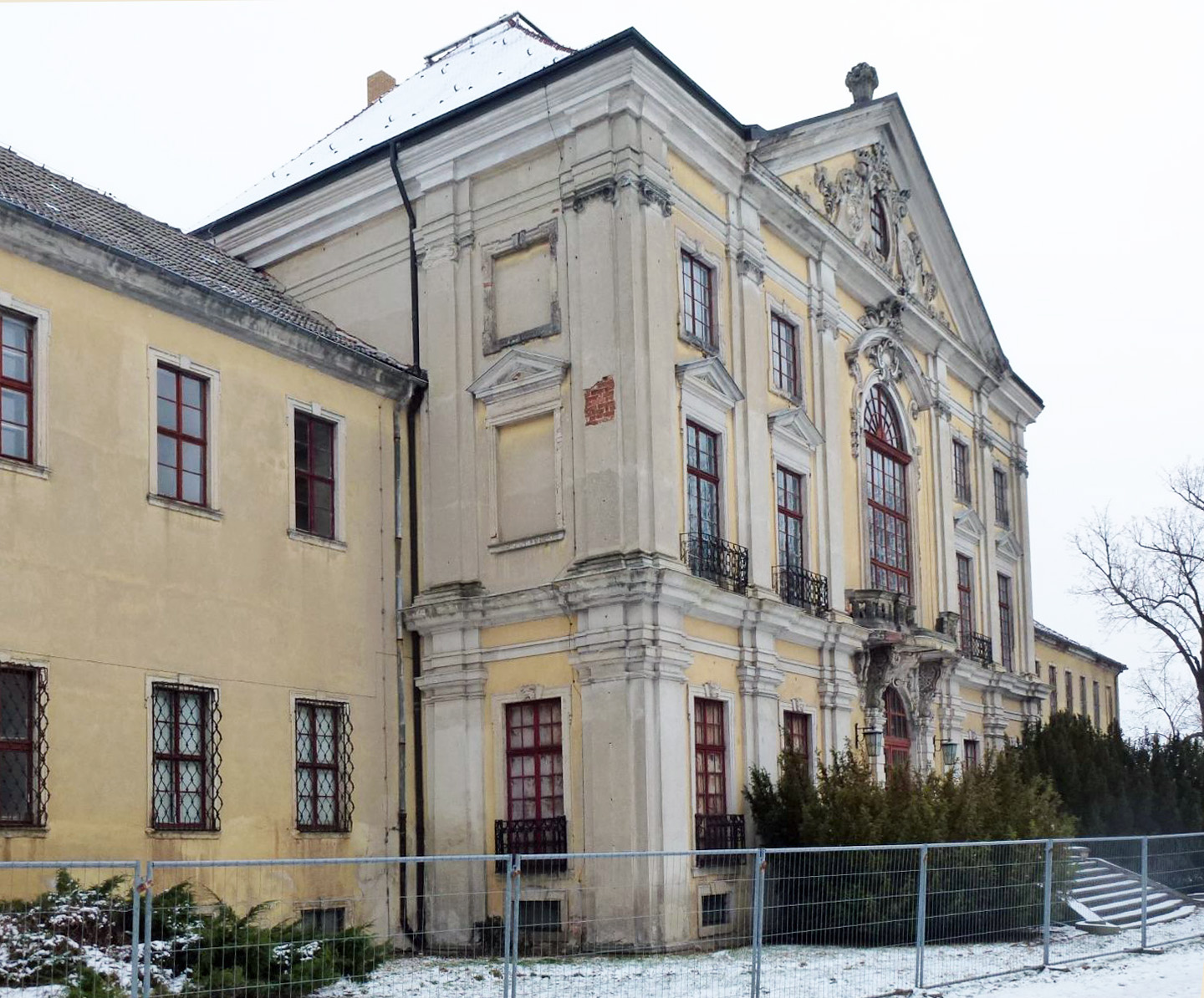
Schloss von der Parkseite
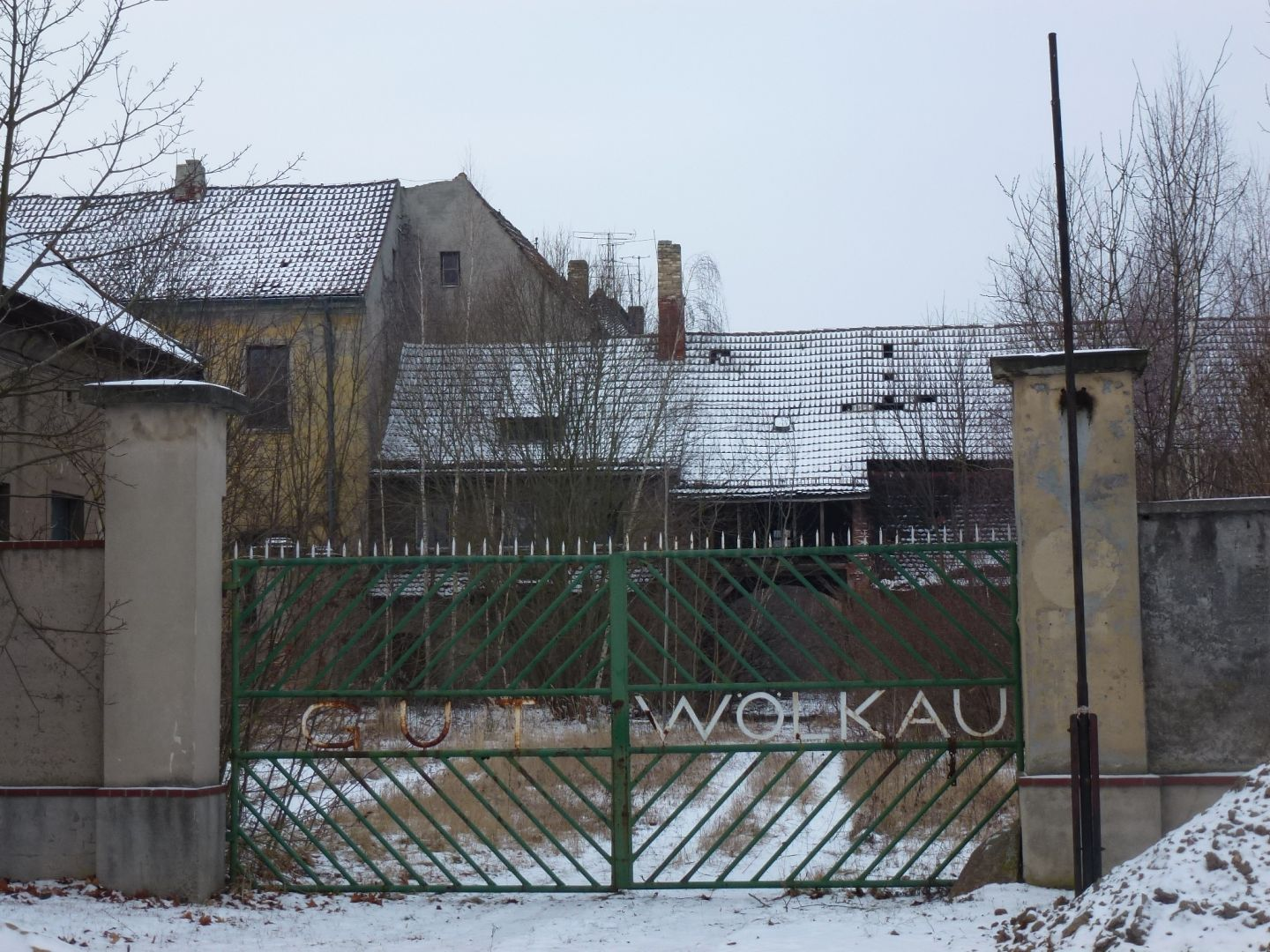
Gut Wölkau

## Infrastruktur

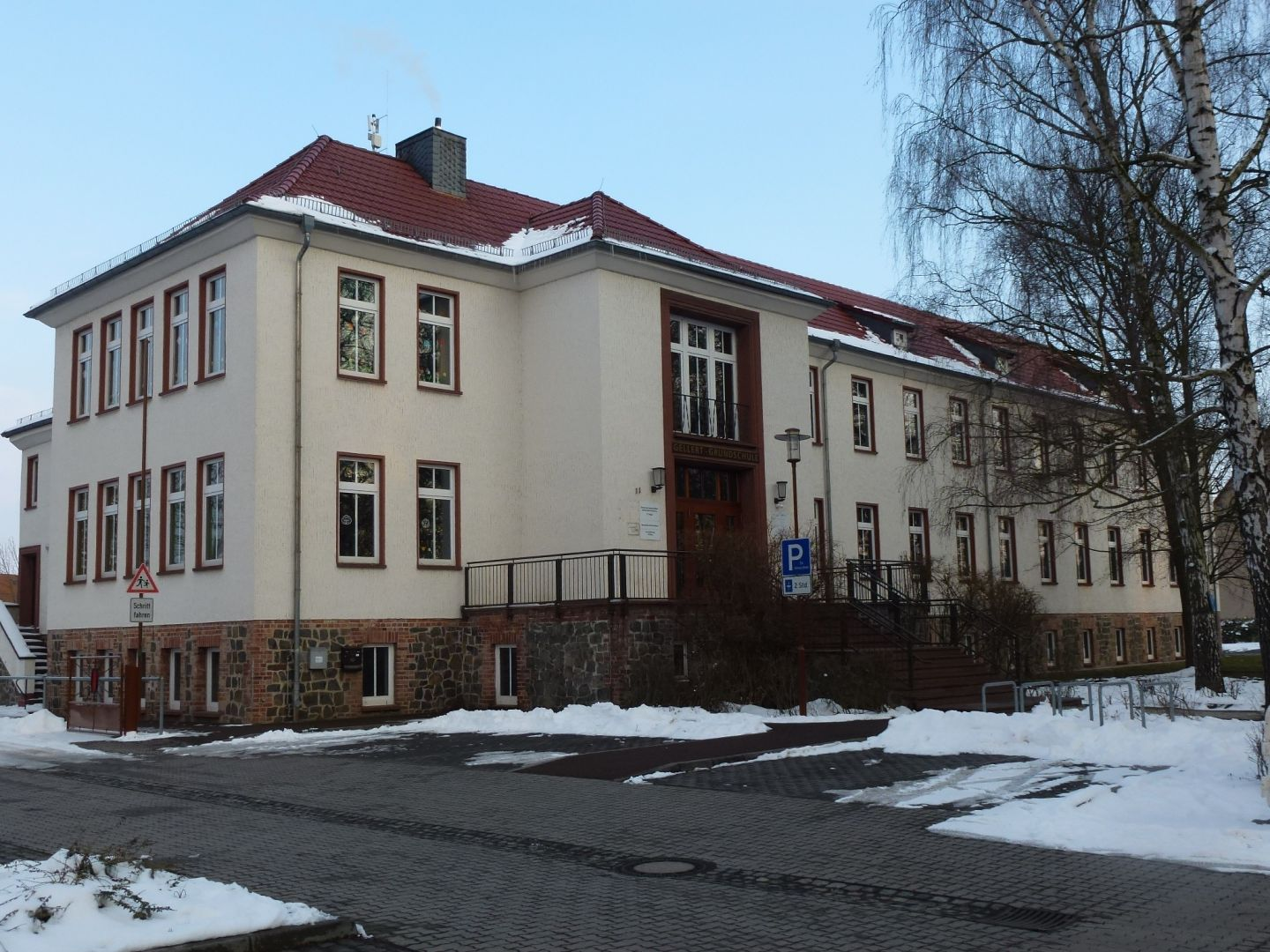
Gellertschule

Die Grundschule (mit Sporthalle) erinnert mit ihrem Namen ebenfalls an Gellert, außerdem gibt es eine Gaststätte und die Freiwillige Feuerwehr.